# Al-Chabura
Al-Chabura (arabisch الخابورة, DMG al-Ḫābūra; auch Al-Khaburah, Khabura und Chabura) ist eine Kleinstadt mit ca. 42.000 Einwohnern im Sultanat Oman. Al-Chabura liegt direkt am Persischen Golf und an der Küstenautobahn Route 1. Al-Chabura ist administrativ auch ein Wilaya des Gouvernements Schamal al-Batina. In al-Chabura entspringt das Wadi Hawasina, welches 130 Kilometer lang ist und bis nach Ibri führt.